# Parker napszonda
A Parker Solar Probe, rövidítve PSP (magyarul: Parker napszonda), korábban Solar Probe+ vagy Solar Probe Plus amerikai űrszonda, melyet 2018. augusztus 12-én indított a NASA a Nap légkörének tanulmányozására. A legnagyobb megközelítés alkalmával mintegy 6 millió kilométerre volt a Nap felszínétől (ez a Nap sugarának kb. négyszerese), bár a rekordot a legközelebbi elhaladásért már 2018-ban is megdöntötte (7,26 millió km). A szonda 11 cm vastag és 2,4 m átmérőjű szén-kompozit hővédő pajzsának ki kell bírnia az 1400 °C fokos hőmérsékletet és a Nap közelségéből adódó rendkívül erős sugárzást. A szondát érő sugárzás itt kb. 500-szor erősebb, mint ami a Föld körül keringő szondákat éri. Ezek mellett 2025-ben a leggyorsabb ember által épített tárgy lesz, mikor 690 ezer km/h sebességgel fog elhaladni a Nap mellett.
Az űrszondát a Nap közelébe a Vénusz segítségével, hintamanőverekkel juttatták el, hét megközelítés során egyre közelebb kerülve az égitesthez. A szonda tömege 612 kg. Energiaellátását folyadékhűtésű napelemmel oldják meg, amit a hővédő pajzs mögé lehet mozgatni, ha a sugárzás túl erős lenne. A perihéliumban a Nap átmérője 23-szorosa a Földről látszónak. A kutatókat hosszú ideje foglalkoztatja két kérdés a Nappal kapcsolatban, amikre eddig nem találtak választ: a napkorona túl magas hőmérséklete és a napszél felgyorsulása.
A NASA első űreszköze, amelyet élő személyről, Eugene Parker asztrofizikusról neveztek el.

## Feladatok

### A napkorona hőmérséklete
A Nap felszínén a hőmérséklet körülbelül 6000 °C fok. Azt lehetne várni, hogy a Naptól távolodva a hőmérséklet csökken, a valóságban azonban emelkedik. A Nap külső légkörének, a napkoronának nagyjából 1 millió celsius fok a hőmérséklete. Erre a magas hőmérsékletre a tudósok 60 éve keresik a magyarázatot, azóta, hogy első alkalommal azt sikerült megmérni.

### A napszél sebessége
A Nap millió km/h sebességgel lök ki magából elektromosan töltött részecskéket, ez a napszél, ami a bolygókra, aszteroidákra és üstökösökre az egész Naprendszerben hatást gyakorol. Érdekes azonban, hogy a Nap közelében nem lehet érzékelni a napszél keletkezését, holott a bolygók között már viharos sebességgel áramlik. A forrás és a megfigyelt helyek között valahol valami felgyorsítja a napszelet, amitől az óriási sebességét nyeri. A kérdés az, hogy mi ez a hatás, ami a napszél sebességét adja?

## Műszerek
A rakomány nagyrészt műszerekből áll: magnetométer, plazmahullám-érzékelő, por-érzékelő, elektron- és ion-analizátorok.
A szonda egyedi műszere a „Hemispheric Imager”, ami lényegében egy olyan távcső, amivel térbeli képeket lehet készíteni a napkoronáról. Ezt a technikát napkorona-tomográfiának nevezik, és az a különlegesség teszi lehetővé az alkalmazását, hogy a szonda részben magában a napkoronában halad és mozgása közben képeket tud készíteni a napkoronában lévő kitörésekről és áramló felhőkről.

## Napciklus, napvihar
2018-as felbocsátása után a szonda a fő küldetését a 25. napciklus elején kezdte meg és 2025-ben fejezi be. Ez lehetővé teszi a szonda számára, hogy a napkoronából és a napszélből a napciklus különböző fázisaiban vegyen mintát. Ugyancsak várható, hogy a küldetés vége felé számos napvihart fog megtapasztalni. Bár ez igencsak veszélyes, előre tervezett veszélyről van szó: a tudósok azt szeretnék kideríteni, hogy a legveszélyesebb részecskék hogyan jönnek létre a napkoronában; a szonda épp ezek miatt lesz ott.
Jó esetben a Solar Probe Plus képes lesz megfigyelni a keletkezés folyamatát, aminek ismeretében pontosabban előre jelezhetők lesznek a pusztító napviharok, amik elsősorban az űrhajósok egészségét és a műholdak épségét rongálják, de a Földön lévő energiaellátási- és kommunikációs vonalakat is tönkretehetik.

## A Vénusz szerepe
A napkorona többszöri megközelítését a Vénusz mellett végrehajtott hintamanőverek teszik lehetővé, amik segítségével módosítják a szonda pályáját, egyre közelebb vezérelve a Naphoz, illetve magához a koronához. A szonda hat év alatt hét alkalommal fog elrepülni a Vénusz közelében.
Járulékos haszonként a műszerekkel jól felszerelt szonda az elhaladások során ismereteket fog gyűjteni a Vénuszról is.

## Rekordok
2023. szeptember 27-én a szonda 7,26 millió kilométerre közelítette meg a Nap felszínét, egyúttal 635 266 km/h-s sebességet ért el.
2024. december 24-én megdöntötte saját megközelítési rekordját, 6,1 millió kilométerre volt csak az égitesttől. Ugyanezen repülés közben valószínűleg ismét megdöntötte saját sebességi rekordját is.
2025. július 10-én megint megdöntötte rekordját, ismét 6,1 millió kilométerre volt, de kissé közelebb, mint egy évvel korábban.